# Hendrik Quesnel
Pour les articles homonymes, voir Quesnel.
Hendrik Quesnel, né le 16 janvier 1752 à Delft et mort dans cette ville le 21 juin 1804, est un homme politique néerlandais.

## Biographie
Hendrik Quesnel est issu d'une famille catholique de fabricants de tamis. Il s'établit lui-même comme marchand à Delft et rejoint les rangs des patriotes lors de la Révolution batave de 1795. Il est élu le 28 février 1795 à l'assemblée provisoire de Hollande. Le 27 janvier 1796, il est élu député à la première Assemblée nationale batave par le district de Wateringen. Le 25 avril 1796, il propose que tous les fonctionnaires soient de nationalité néerlandaise, ce qui n'était pas le cas sous le précédent régime. Sa motion est adoptée le même jour. 
Le 2 août 1797, il est réélu par les districts de Wateringen et de Delft ; il choisit de représenter sa ville natale à l'Assemblée. Il participe au coup d'État unitariste du 22 janvier 1798 et est élu dans la nouvelle assemblée le 4 mai suivant. Mais le coup d'État du 12 juin l'exclut de son siège, qu'il retrouve lors des élections générales du 31 juillet 1798. Il reste député juste qu'à la mise en place de la Régence d'État le 17 octobre 1801.

## Note
1. ↑  Également connu sous le nom latinisé de Henricus Ludovicus Quesnel. Son patronyme est également parfois orthographié Quesel, Quenel, Quinel ou Kinel.